# Theodor Paul Klotzsch
Theodor Paul Klotzsch (* 26. Juli 1874 in Halle (Saale); † 12. Juli 1942 in Leipzig) war ein deutscher Architekt. Er war im ersten Drittel des 20. Jahrhunderts im Leipziger Wohnungsbau tätig.

## Leben
Über die Ausbildung von Theodor Paul Klotzsch ist nichts bekannt. 1891 kam er nach Leipzig und eröffnete Im Stadtteil Gohlis ein Büro für Architektur. Zu dieser Zeit erweiterte sich Gohlis nach Norden. In diesem „Neu-Gohlis“ (heute Ortsteil Gohlis-Mitte) entstanden östlich eines Kasernenkomplexes zahlreiche herrschaftliche Stadtvillen. von denen einige auf Pläne von Klotzsch zurückgehen. Aber auch mehrstöckige Mietshäuser stammen von ihm.
1903/1904 erbaute er in Plagwitz in der Karl-Heine-Straße 24b die später so genannte Wagner-Nietzsche-Villa, die als sein bedeutendstes Werk angesehen werden kann. Der Name entstand wegen des Bauschmucks, der sich auf die Werke Der Ring des Nibelungen von Richard Wagner (1813–1883) und Also sprach Zarathustra von Friedrich Nietzsche (1844–1900) bezieht.

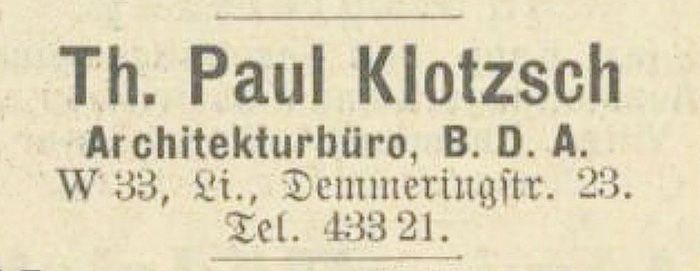
Anzeige Architekturbüro Klotzsch

1909 zog er nach Lindenau, zunächst in das nach seinen Plänen erbaute Doppelhaus Rietschelstraße 41/43 und 1915 in die Demmeringstraße 23. Hier blieb er bis zu seinem Lebensende. Das letzte seiner dokumentierten Werke ist ein Wohnhaus von 1937 in der Schleußiger Marpergerstraße 31.
In den frühen Werken Klotzsch's ist eine starke Hinwendung zum Heimatstil zu erkennen, während später Elemente des Art déco auftauchen. Klotzsch war ab 1913 Mitglied in der Deutschen Freien Architektenschaft und nach deren Fusion mit dem Bund Deutscher Architekten  1919 Letzterem angehörig.
Theodor Paul Klotzsch heiratete 1902 die aus Halle stammende Martha Emma Elisabeth Lucke. Ihre Tochter Erika Irmgard wurde 1905 geboren. 1907 wurde Klotzsch Leipziger Bürger und sächsischer Staatsbürger. Er starb 65-jährig und wurde auf dem Friedhof Gohlis beerdigt.

## Bauten  (Auswahl)
- 1901: Hoepnerstraße 10
- 1902: Hoepnerstraße 4 und 12
- 1902/1903: Ludwig-Beck-Straße 8 und 10
- 1903/1904: Wagner-Nietzsche-Villa
- 1904: Jägerstraße 1
- 1906: Jägerstraße 11
- 1906: Breitenfelder Stra0ße 58
- 1907/1908: Rietschelstraße 41/43
- 1926/1927: Poetenweg 49
- 1937: Marpergerstraße 31

Alle diese Bauten stehen unter Denkmalschutz.

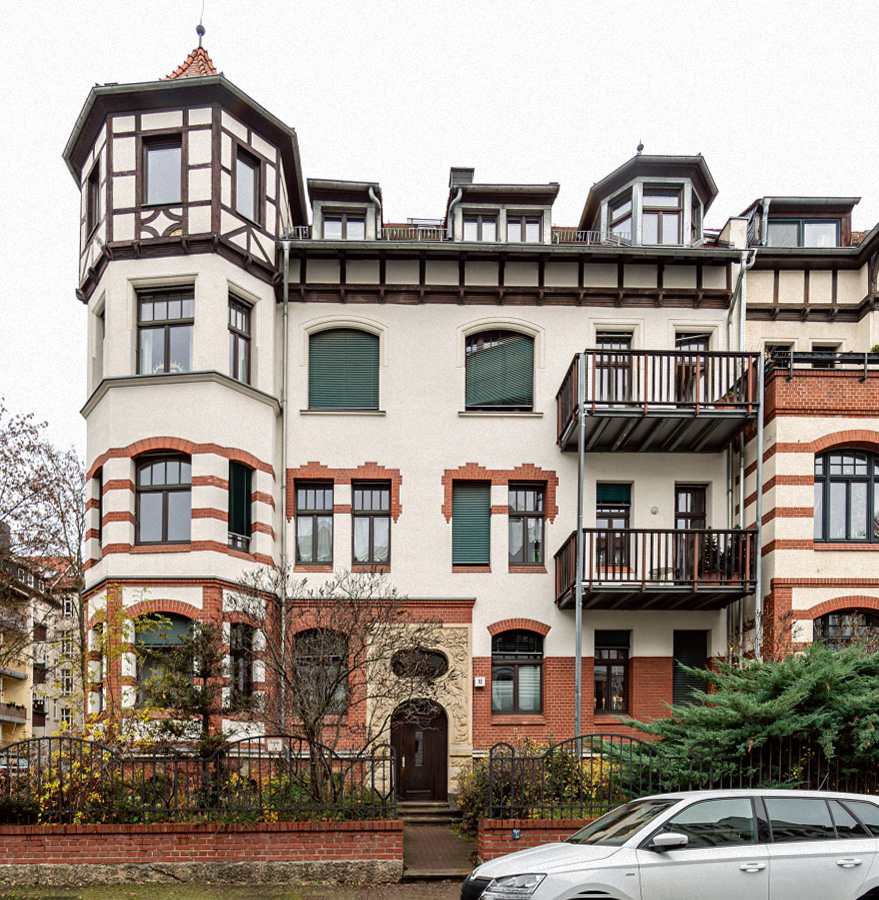
Hoepnerstraße 12 (2020)
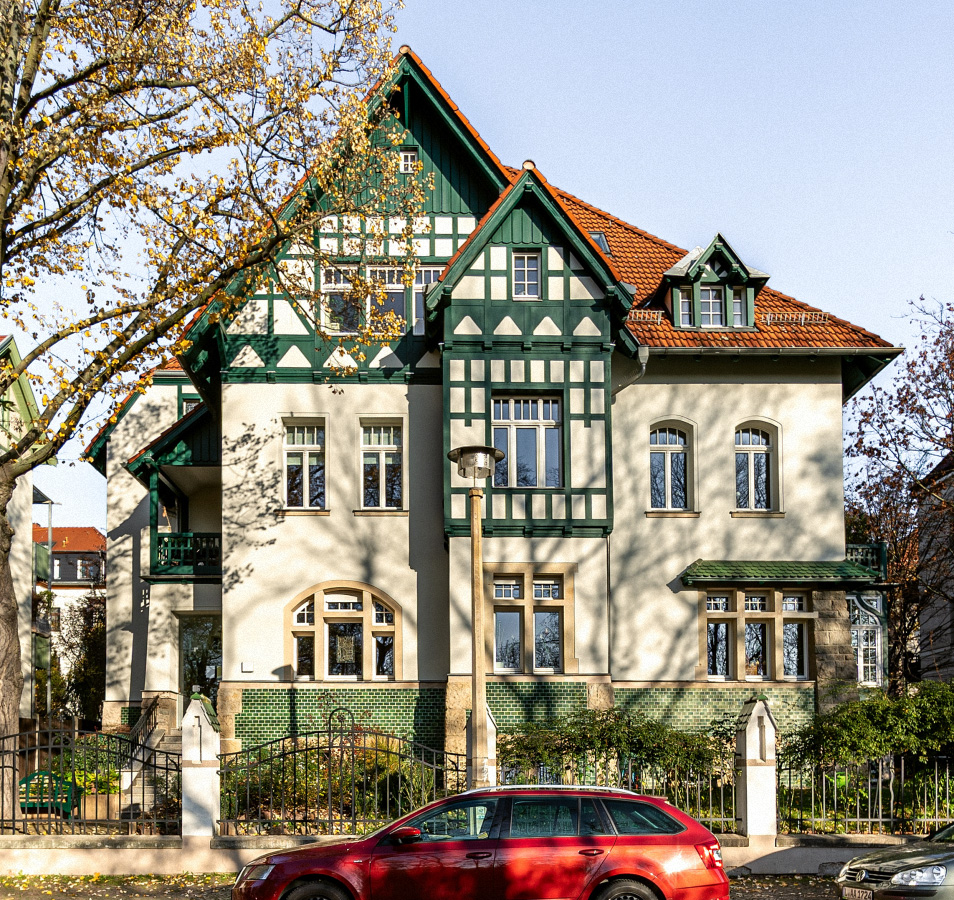
Ludwig-Beck-Straße 10 (2020)
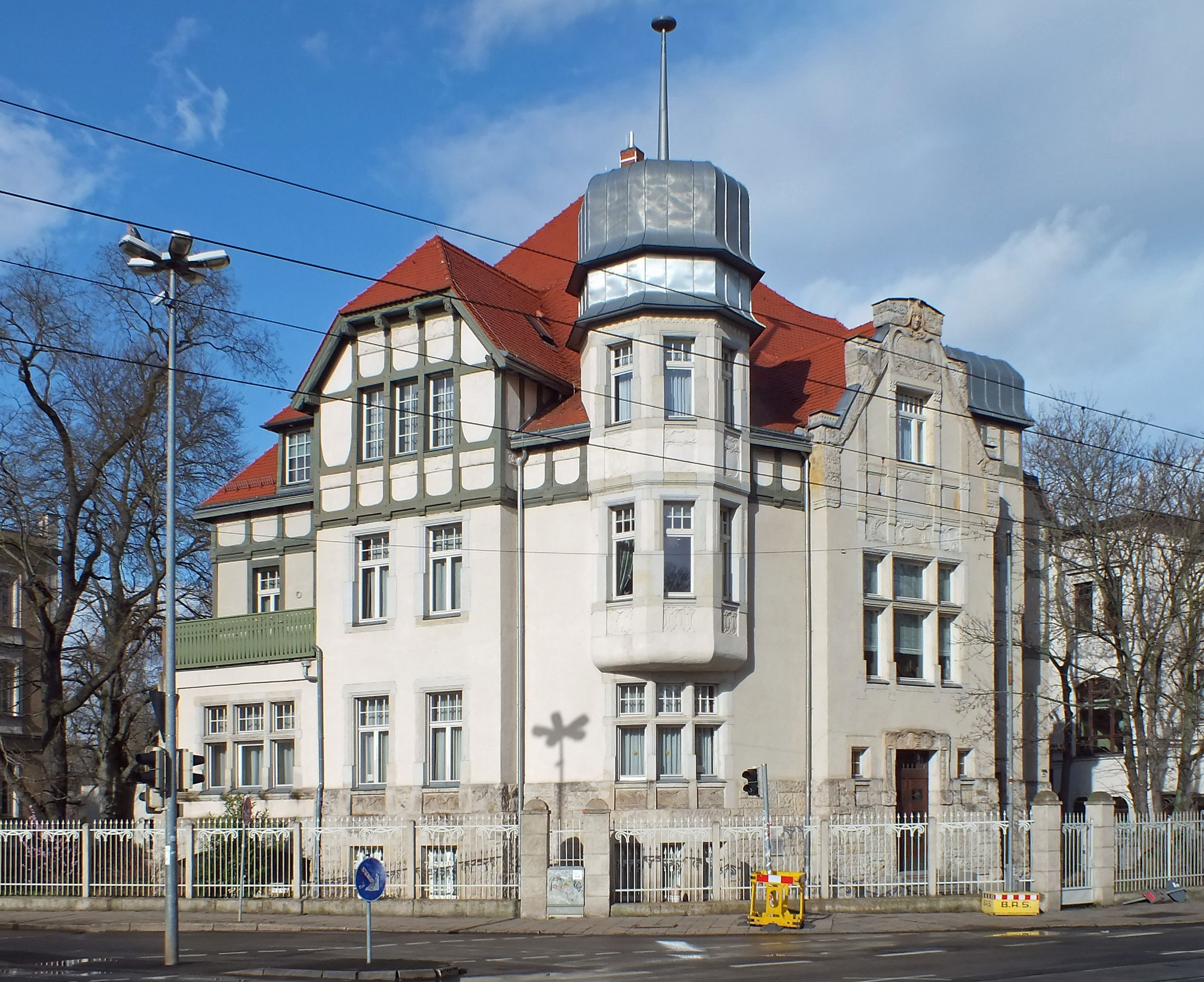
Wagner-Nietzsche-Villa (2023)
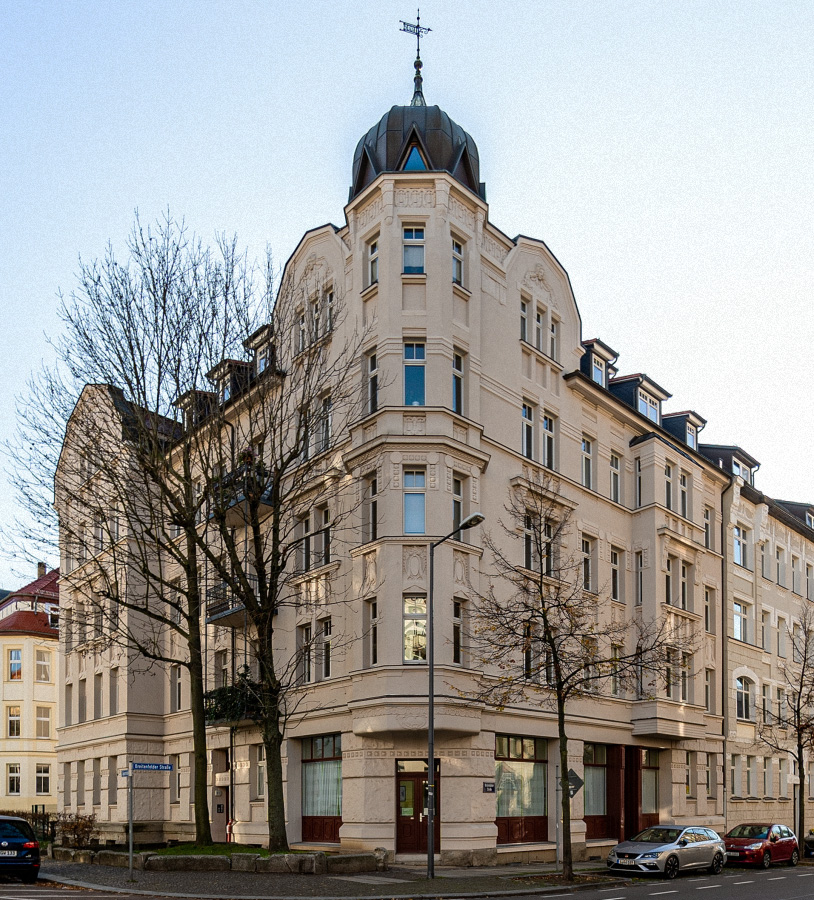
Jägerstraße 11 (2020)
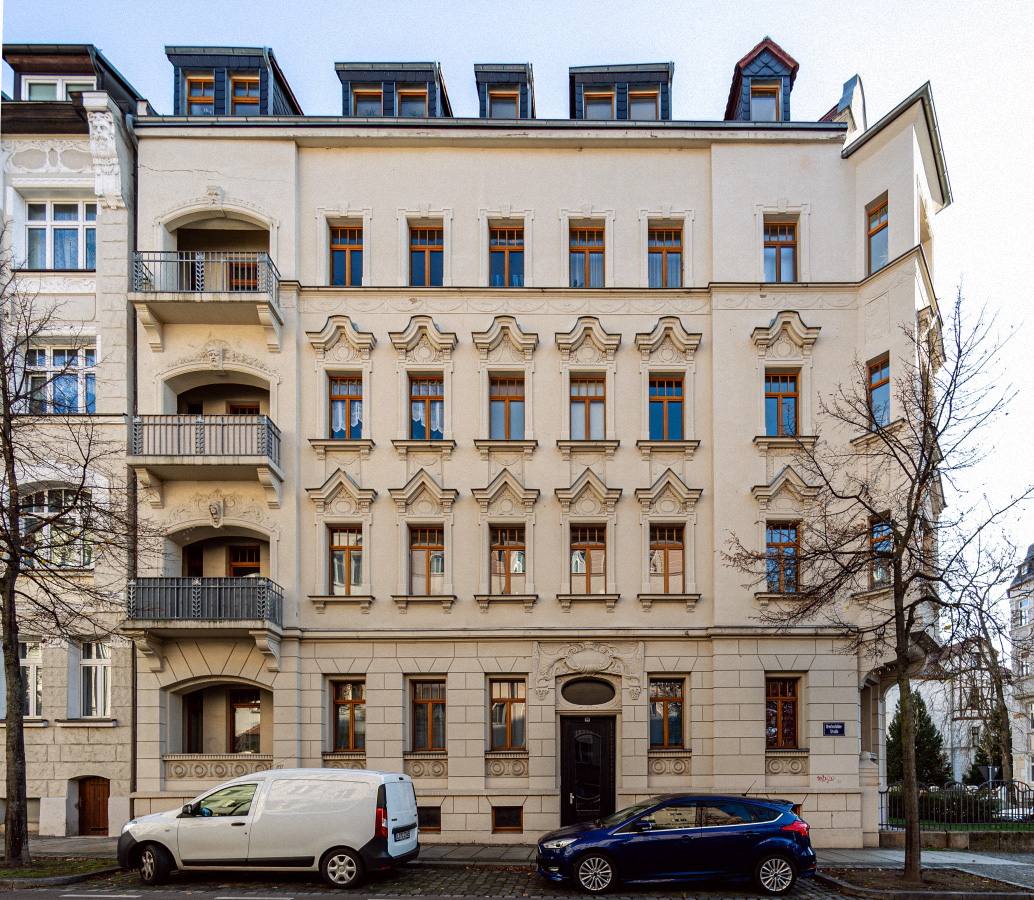
Breitenfelder Straße 58 (2020)
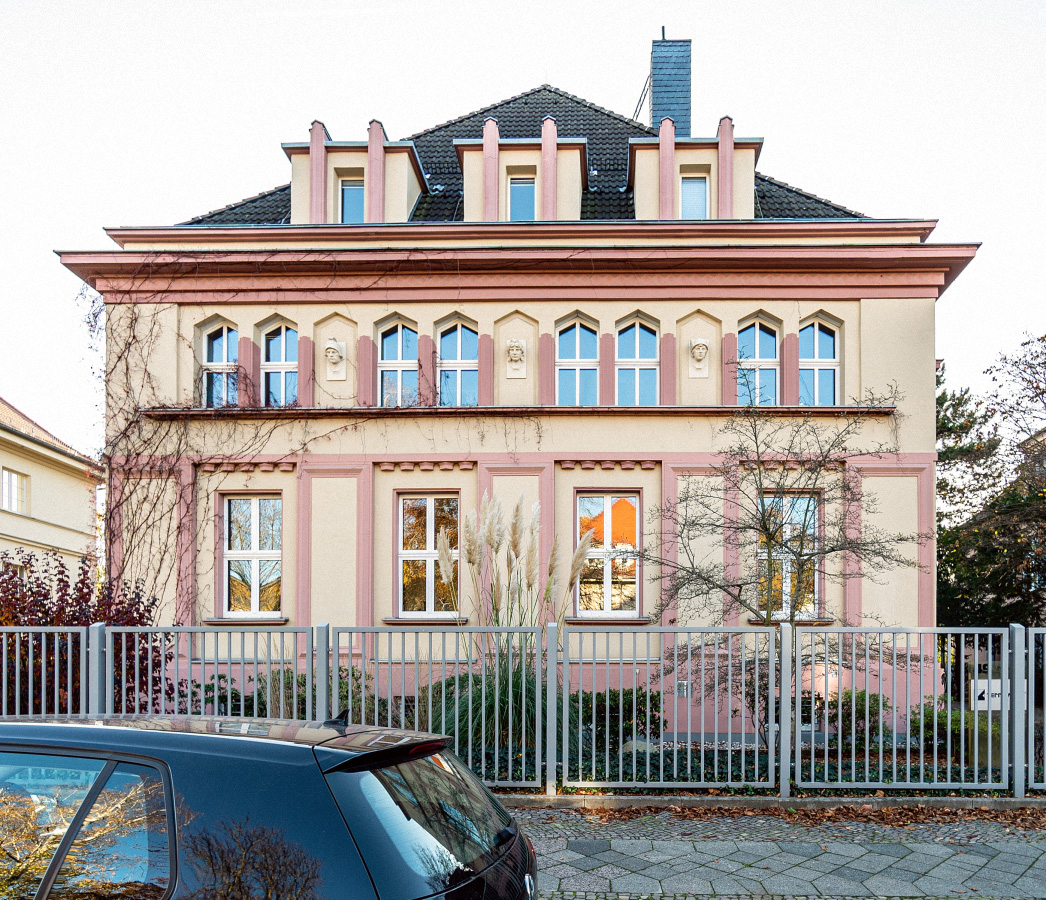
Poetenweg 49 (2020)